# Fred Wilson
 (mai 2017).
Fred Wilson, né le 20 août 1961, est un homme d'affaires américain, capital-risqueur et blogueur. 
Wilson est cofondateur de l'Union Square Ventures, entreprise de capital-risque située à New York, détenant des participations dans le Web 2.0, notamment dans des entreprises telles que Twitter, Tumblr, Foursquare, Zynga, Kickstarter, Coinbase et 10gen.

## Biographie
Fred Wilson commence sa carrière en tant qu'associé, puis partner, chez Euclid Partners, de 1987 à 1996.
En 1996, Wilson et Jerry Colonna lancent Flatiron Partners, nom provenant du Quartier de Flatiron, à New York. Flatiron Partners s'est développé en tant que fonds d'investissement, axé principalement sur le suivi d’investissements dans les dot-com bubble comme Alacra, comScore Networks, Yoyodyne, Geocities, Kozmo.com, New York Times (Numérique), PlanetOut, Return Path, Scout electromedia, Standard Media International, Starmedia et VitaminShoppe.com. En 1996, l'entreprise est valorisée à 150 millions de dollars grâce à deux investissements : Softbank Technology Ventures et Chase Capital Partners, société non cotée en bourse appartenant à Chase Manhattan Corp. Elle lève également, avec l'aide de Chase Capital Partners, un autre fonds capitalisé à $500 millions de dollars[style à revoir][pas clair].
En 2001, Wilson et Colonna arrêtent Flatiron.
En 2004, Wilson et Brad Burnham fondent Union Square Ventures et ont depuis investi dans des entreprises telles que Twitter, Tumblr, Foursquare, Bug Labs, Meetup, Zynga, Covestro, del.icio.nous, Etsy, FeedBurner, Heyzap, Indeed.com, Tacoda, Oddcast, Disqus, Zemanta, Work Market et Clickable.

## Blog
Wilson gère un blog nommé AVC: musings of a VC in NYC. Il y publie un article par jour, généralement sur des sujets liés à l'entrepreneuriat, au capital-risque ou encore à Internet.

## Vie privée
Fred Wilson est marié à Joanne Wilson, auteure du blog Gotham Gal.